# Übersicht der Listen von Naturdenkmälern in Bayern
Die Liste der Naturdenkmäler in Bayern nennt die Listen der in den Landkreisen und kreisfreien Städten von Bayern gelegenen Naturdenkmäler.

## Naturdenkmallisten
| Landkreis / Kreisfreie Stadt        | Liste                                                                     |
| ----------------------------------- | ------------------------------------------------------------------------- |
| Aichach-Friedberg                   | Liste der Naturdenkmäler im Landkreis Aichach-Friedberg                   |
| Altötting                           | Liste der Naturdenkmäler im Landkreis Altötting                           |
| Amberg                              | Liste der Naturdenkmäler in Amberg                                        |
| Amberg-Sulzbach                     | Liste der Naturdenkmäler im Landkreis Amberg-Sulzbach                     |
| Ansbach                             | Liste der Naturdenkmäler im Landkreis Ansbach                             |
| Ansbach                             | Liste der Naturdenkmäler in Ansbach                                       |
| Aschaffenburg                       | Liste der Naturdenkmäler im Landkreis Aschaffenburg                       |
| Aschaffenburg                       | Liste der Naturdenkmäler in Aschaffenburg                                 |
| Augsburg                            | Liste der Naturdenkmäler im Landkreis Augsburg                            |
| Augsburg                            | Liste der Naturdenkmäler in Augsburg                                      |
| Bad Kissingen                       | Liste der Naturdenkmäler im Landkreis Bad Kissingen                       |
| Bad Tölz-Wolfratshausen             | Liste der Naturdenkmäler im Landkreis Bad Tölz-Wolfratshausen             |
| Bamberg                             | Liste der Naturdenkmäler im Landkreis Bamberg                             |
| Bamberg                             | Liste der Naturdenkmäler in Bamberg                                       |
| Bayreuth                            | Liste der Naturdenkmäler im Landkreis Bayreuth                            |
| Bayreuth                            | Liste der Naturdenkmäler in Bayreuth                                      |
| Berchtesgadener Land                | Liste der Naturdenkmäler im Landkreis Berchtesgadener Land                |
| Cham                                | Liste der Naturdenkmäler im Landkreis Cham                                |
| Coburg                              | Liste der Naturdenkmäler im Landkreis Coburg                              |
| Coburg                              | Liste der Naturdenkmäler in Coburg                                        |
| Dachau                              | Liste der Naturdenkmäler im Landkreis Dachau                              |
| Deggendorf                          | Liste der Naturdenkmäler im Landkreis Deggendorf                          |
| Dillingen an der Donau              | Liste der Naturdenkmäler im Landkreis Dillingen an der Donau              |
| Dingolfing-Landau                   | Liste der Naturdenkmäler im Landkreis Dingolfing-Landau                   |
| Donau-Ries                          | Liste der Naturdenkmäler im Landkreis Donau-Ries                          |
| Ebersberg                           | Liste der Naturdenkmäler im Landkreis Ebersberg                           |
| Eichstätt                           | Liste der Naturdenkmäler im Landkreis Eichstätt                           |
| Erding                              | Liste der Naturdenkmäler im Landkreis Erding                              |
| Erlangen                            | (kein Naturdenkmal)                                                       |
| Erlangen-Höchstadt                  | Liste der Naturdenkmäler im Landkreis Erlangen-Höchstadt                  |
| Forchheim                           | Liste der Naturdenkmäler im Landkreis Forchheim                           |
| Freising                            | Liste der Naturdenkmäler im Landkreis Freising                            |
| Freyung-Grafenau                    | Liste der Naturdenkmäler im Landkreis Freyung-Grafenau                    |
| Fürstenfeldbruck                    | Liste der Naturdenkmäler im Landkreis Fürstenfeldbruck                    |
| Fürth                               | Liste der Naturdenkmäler im Landkreis Fürth                               |
| Fürth                               | Liste der Naturdenkmäler in Fürth                                         |
| Garmisch-Partenkirchen              | Liste der Naturdenkmäler im Landkreis Garmisch-Partenkirchen              |
| Günzburg                            | Liste der Naturdenkmäler im Landkreis Günzburg                            |
| Haßberge                            | Liste der Naturdenkmäler im Landkreis Haßberge                            |
| Hof                                 | Liste der Naturdenkmäler im Landkreis Hof                                 |
| Hof (Saale)                         | Liste der Naturdenkmäler in Hof (Saale)                                   |
| Ingolstadt                          | Liste der Naturdenkmäler in Ingolstadt                                    |
| Kaufbeuren                          | Liste der Naturdenkmäler in Kaufbeuren                                    |
| Kelheim                             | Liste der Naturdenkmäler im Landkreis Kelheim                             |
| Kempten (Allgäu)                    | Liste der Naturdenkmäler in Kempten (Allgäu)                              |
| Kitzingen                           | Liste der Naturdenkmäler im Landkreis Kitzingen                           |
| Kronach                             | Liste der Naturdenkmäler im Landkreis Kronach                             |
| Kulmbach                            | Liste der Naturdenkmäler im Landkreis Kulmbach                            |
| Landsberg am Lech                   | Liste der Naturdenkmäler im Landkreis Landsberg am Lech                   |
| Landshut                            | Liste der Naturdenkmäler im Landkreis Landshut                            |
| Landshut                            | Liste der Naturdenkmäler in Landshut                                      |
| Lichtenfels                         | Liste der Naturdenkmäler im Landkreis Lichtenfels                         |
| Lindau (Bodensee)                   | Liste der Naturdenkmäler im Landkreis Lindau (Bodensee)                   |
| Main-Spessart                       | Liste der Naturdenkmäler im Landkreis Main-Spessart                       |
| Memmingen                           | Liste der Naturdenkmäler in Memmingen                                     |
| Miesbach                            | Liste der Naturdenkmäler im Landkreis Miesbach                            |
| Miltenberg                          | Liste der Naturdenkmäler im Landkreis Miltenberg                          |
| Mühldorf am Inn                     | Liste der Naturdenkmäler im Landkreis Mühldorf am Inn                     |
| München Landkr.                     | Liste der Naturdenkmäler im Landkreis München                             |
| München Stadt                       | Liste der Naturdenkmäler in München                                       |
| Neuburg-Schrobenhausen              | Liste der Naturdenkmäler im Landkreis Neuburg-Schrobenhausen              |
| Neumarkt in der Oberpfalz           | Liste der Naturdenkmäler im Landkreis Neumarkt in der Oberpfalz           |
| Neustadt an der Aisch-Bad Windsheim | Liste der Naturdenkmäler im Landkreis Neustadt an der Aisch-Bad Windsheim |
| Neustadt an der Waldnaab            | Liste der Naturdenkmäler im Landkreis Neustadt an der Waldnaab            |
| Neu-Ulm                             | Liste der Naturdenkmäler im Landkreis Neu-Ulm                             |
| Nürnberg                            | Liste der Naturdenkmäler in Nürnberg                                      |
| Nürnberger Land                     | Liste der Naturdenkmäler im Landkreis Nürnberger Land                     |
| Oberallgäu                          | Liste der Naturdenkmäler im Landkreis Oberallgäu                          |
| Ostallgäu                           | Liste der Naturdenkmäler im Landkreis Ostallgäu                           |
| Passau                              | Liste der Naturdenkmäler im Landkreis Passau                              |
| Passau                              | Liste der Naturdenkmäler in Passau                                        |
| Pfaffenhofen an der Ilm             | Liste der Naturdenkmäler im Landkreis Pfaffenhofen an der Ilm             |
| Regen                               | Liste der Naturdenkmäler im Landkreis Regen                               |
| Regensburg                          | Liste der Naturdenkmäler im Landkreis Regensburg                          |
| Regensburg                          | Liste der Naturdenkmäler in Regensburg                                    |
| Rhön-Grabfeld                       | Liste der Naturdenkmäler im Landkreis Rhön-Grabfeld                       |
| Rosenheim                           | Liste der Naturdenkmäler im Landkreis Rosenheim                           |
| Rosenheim                           | Liste der Naturdenkmäler in Rosenheim                                     |
| Roth                                | Liste der Naturdenkmäler im Landkreis Roth                                |
| Rottal-Inn                          | Liste der Naturdenkmäler im Landkreis Rottal-Inn                          |
| Schwabach                           | Liste der Naturdenkmäler in Schwabach                                     |
| Schwandorf                          | Liste der Naturdenkmäler im Landkreis Schwandorf                          |
| Schweinfurt                         | Liste der Naturdenkmäler im Landkreis Schweinfurt                         |
| Schweinfurt                         | Liste der Naturdenkmäler in Schweinfurt                                   |
| Starnberg                           | Liste der Naturdenkmäler im Landkreis Starnberg                           |
| Straubing                           | Liste der Naturdenkmäler in Straubing                                     |
| Straubing-Bogen                     | Liste der Naturdenkmäler im Landkreis Straubing-Bogen                     |
| Tirschenreuth                       | Liste der Naturdenkmäler im Landkreis Tirschenreuth                       |
| Traunstein                          | Liste der Naturdenkmäler im Landkreis Traunstein                          |
| Unterallgäu                         | Liste der Naturdenkmäler im Landkreis Unterallgäu                         |
| Weiden in der Oberpfalz             | Liste der Naturdenkmäler in Weiden in der Oberpfalz                       |
| Weilheim-Schongau                   | Liste der Naturdenkmäler im Landkreis Weilheim-Schongau                   |
| Weißenburg-Gunzenhausen             | Liste der Naturdenkmäler im Landkreis Weißenburg-Gunzenhausen             |
| Wunsiedel im Fichtelgebirge         | Liste der Naturdenkmäler im Landkreis Wunsiedel im Fichtelgebirge         |
| Würzburg                            | Liste der Naturdenkmäler im Landkreis Würzburg                            |
| Würzburg                            | Liste der Naturdenkmäler in Würzburg                                      |